# Hans Mezger (Ingenieur)

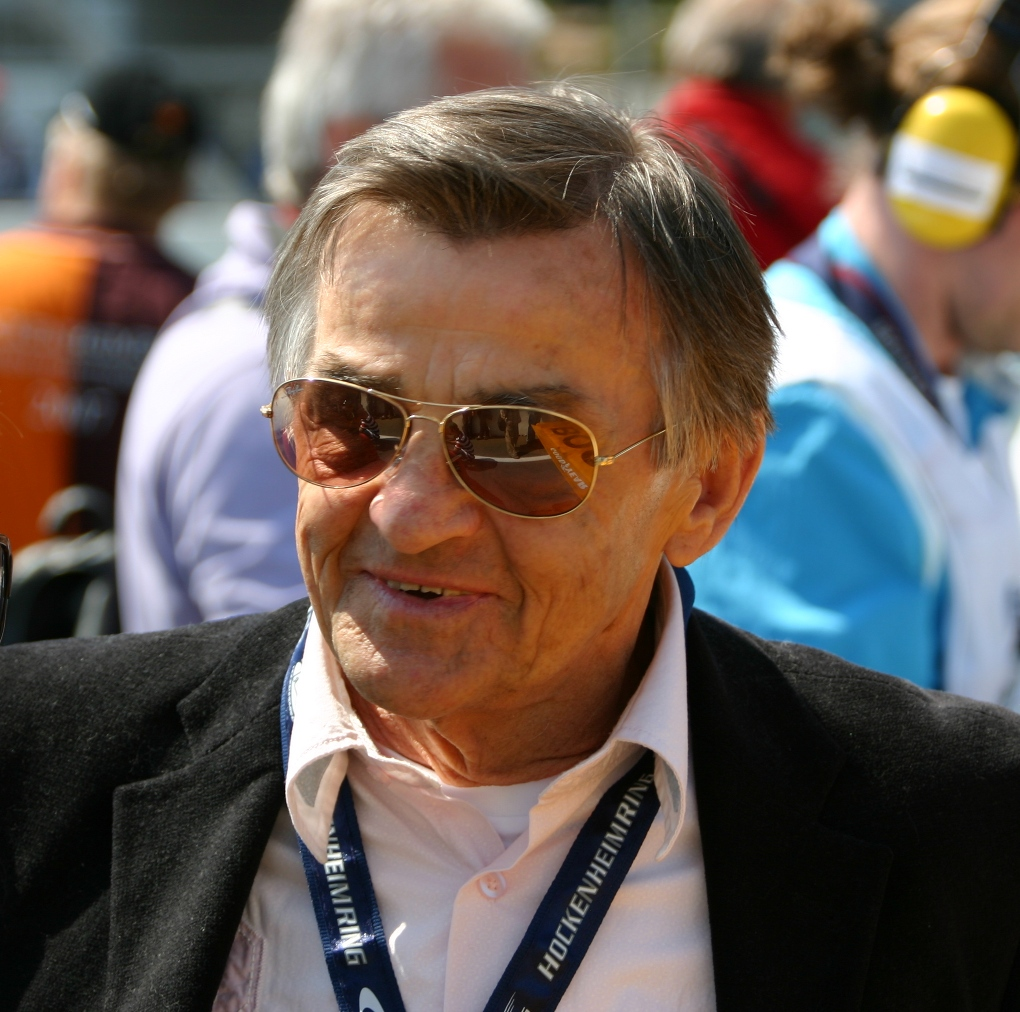
Hans Mezger am Hockenheimring, 2009

Hans Mezger (* 18. November 1929 in Ottmarsheim; † 10. Juni 2020) war ein deutscher Ingenieur und Chef der Motorsportabteilung von Porsche.

## Leben

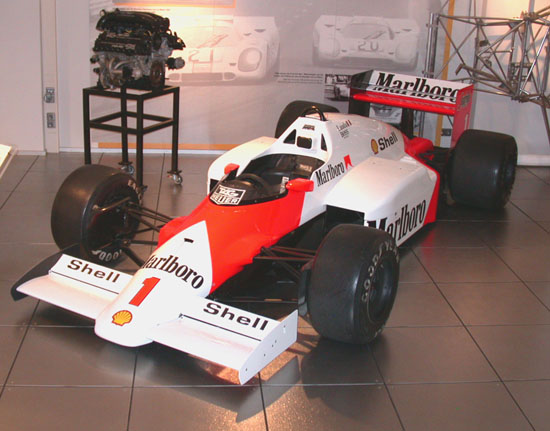
McLaren MP4/2 mit dem von Hans Mezger entwickelten TAG-Porsche-Motor

Hans Mezger wurde in Ottmarsheim (damals Oberamt Marbach) als jüngstes von fünf Kindern geboren. Seine Eltern betrieben einen Landgasthof. Kunst und Kultur wurden im Hause Mezger großgeschrieben, aber er begeisterte sich auch für Flugzeuge und das Fliegen. Bis zur 6. Klasse besuchte er das Gymnasium Besigheim, danach bis zum Abitur das Friedrich-Schiller-Gymnasium Ludwigsburg.
Nach einem Maschinenbau-Studium an der Technischen Hochschule Stuttgart arbeitete Mezger ab 1956 zunächst in der Versuchsabteilung von Porsche in Zuffenhausen. Er war Ende der 1950er-Jahre an der Entwicklung der Rennmotoren für die Formel 2 und des 1,5-Liter-Achtzylinders für die Formel 1 beteiligt, der 1962 von Dan Gurney und Joakim Bonnier gefahren wurde. Das Projekt wurde nach kurzer Zeit eingestellt. Der erste luftgekühlte Sechszylinder-Boxermotor für den Porsche 911 von 1963, der den Vierzylinder-Boxer des 356 ablöste und die Basis für die Motorisierung aller folgenden 911er-Generationen bildete, war eine Konstruktion von Hans Mezger.
Ferdinand Piëch, der damalige Chef der Versuchsabteilung, schuf 1965 eine spezielle Motorsportabteilung, deren Leiter Mezger wurde. Porsche konzentrierte sich auf Sportwagen-Rennen mit den Modellen 904, 906, 908, 910 und 917. Mit dem Porsche 917, den Hans Mezger konstruierte und für den Piëch die Rahmenbedingungen schuf, gewann Porsche erstmals das 24-Stunden-Rennen von Le Mans und außerdem die Marken-Weltmeisterschaft 1969, 1970 und 1971. Auch in den US-amerikanischen Rennserien CanAm und IMSA konnten Erfolge gefeiert werden.
1972 wurde Mezgers Abteilung im Zuge einer Reorganisation nach Weissach verlegt. Ende der 1970er-Jahre dominierte Porsche mit dem 935 die Sportwagen-Rennen. Im Herbst 1981 beauftragte McLaren Porsche mit der Entwicklung eines Turbo-Motors für die Formel 1. Der von Mezger entwickelte Motor wurde von Mansour Ojjehs TAG finanziert und als „TAG-Porsche“ bekannt. Er gewann 1984, 1985 und 1986 mit Niki Lauda und Alain Prost die Weltmeisterschaft. 
Parallel zur Entwicklung der Rennsportmotoren verantwortete Hans Mezger auch zahlreiche Entwicklungen in Serienfahrzeugen. Zu den wichtigsten gehört die Abgasrückführung in Turboladern, durch die das Turboloch weitgehend vermieden wird. Wenig bekannt ist, dass Hans Mezger als Auftragsarbeit in den 1970er Jahren einen Dieselmotor für Daimler-Benz entwickelte. 
Parallel zur Formel 1 waren die Sportwagen 956 C und 935 erfolgreich im Renneinsatz. 1987 stieg Porsche mit dem Typ 2708 in die US-amerikanische CART-Serie ein. Mezgers Team entwickelte zunächst Wagen und Motor, Erfolg stellte sich allerdings erst ein, als auf Fahrwerke von March umgestiegen wurde. Teo Fabi konnte ein Rennen gewinnen, bevor sich das Team 1990 aus der Serie zurückzog.
1990 kehrte Porsche mit einem neuen V12-Motor mit Footwork in die Formel 1 zurück. Probleme mit der Ölversorgung und ausbleibender Erfolg führten Mitte 1991 jedoch zum Ende des Projekts.
Mitte der 1990er-Jahre ging Mezger nach 40 Jahren bei Porsche in den Ruhestand. Er war dem Motorsport immer noch eng verbunden und hielt Vorträge an Universitäten.

## Mezger-Motor
Die GT-Modelle des 911 – Porsche GT3 und Porsche GT2 – und Turbo-Modelle der wassergekühlten 911-Baureihe 996 und Baureihe 997 wurden weiterhin mit einem sogenannten Mezger-Motor ausgerüstet. Dieser hat ein zweiteiliges Aluminium-Kurbelgehäuse, das Hans Mezger noch konstruiert hatte, statt des mehrteiligen Kurbelgehäuses der anderen aktuellen Porsche-Autos. Merkmal der mehr in Richtung Motorsport ausgelegten Konstruktion ist unter anderem die verbesserte Ölrückförderung für die Trockensumpfschmierung. Hierdurch ist insbesondere bei den hohen Querbeschleunigungskräften, die mit modernen (Semi-)Slick-Reifen im Rennbetrieb erreicht werden können, die Motorschmierung sichergestellt.